# Victorian Premier’s Literary Award
Der Victorian Premier’s Literary Award ist ein australischer Literaturpreis, der seit 1986 vom Bundesstaat Victoria verliehen wird. Es ist mit einer Preissumme von 265.000 Australischen Dollar (AU$) und dem Höchstpreis von 125.000 AU$ der höchstdotierte australische Literaturpreis.

## Der Preis
Auszeichnungen werden in den folgenden Kategorien vergeben:
- Fiction (Belletristik)
- Nonfiction (Sachliteratur)
- Poetry (Lyrik)
- Drama (Theater)
- Young Adults (Jugendbuch)
- Indigenous Writing (Literatur der Aborigines, zweijährlich verliehen)

Der Gewinner in jeder dieser Kategorien erhält 25.000 AU$. Aus den Kategoriegewinnern wird dann ein Hauptpreisgewinner gewählt, der weitere 100.000 AU$ erhält. Neben den genannten Kategorien gibt es noch einen mit 15.000 AU$ dotierten Preis für unveröffentlichte Texte (Unpublished Manuscript) sowie einen Publikumspreis (People’s Choice Award).
Die Einrichtung des Preises erfolgte auf eine Initiative von John Cain hin, damals Premierminister von Victoria. Die Verleihung erfolgte bis 1996 im Rahmen des Melbourne Writers Festival. Ab 1997 lag die Organisation bei der State Library of Victoria und seit 2011 ist dafür das Wheeler Centre in Melbourne zuständig. Die oben genannten Kategorien existieren seit 2010. Zuvor (Stand 2009) wurde in den folgenden Kategorien bzw. wurden die folgenden Einzelpreise verliehen:
- Vance Palmer Prize for Fiction
- Nettie Palmer Prize for Non-fiction
- Prize for Young Adult Fiction
- Prize for an Unpublished Manuscript by an Emerging Victorian Writer
- C. J. Dennis Prize for Poetry
- Louis Esson Prize for Drama
- Alfred Deakin Prize for an Essay Advancing Public Debate
- John Curtin Prize for Journalism
- Prize for Best Music Theatre Script
- Grollo Ruzzene Foundation Prize for Writing about Italians in Australia
- Prize for Science Writing

Seit 2014 bezieht sich der Preis auf das Jahr der Verleihung, bis dahin auf das Jahr der Veröffentlichung des betreffenden Werks, wodurch sich ergab, dass es keinen Preis für 2013 gab.
2019 verursachte die Verleihung des Preises internationale Aufmerksamkeit, da der Preisträger Behrouz Boochani ein von Australien als Asylsuchender seit sechs Jahren auf der Insel Manus internierter irakischer Kurde ist, dem daher auch eine Teilnahme an der Preisverleihung voraussichtlich nicht möglich sein wird. Der ausgezeichnete Text No Friend But the Mountains entstand aus einzelnen von Manus versandten Textnachrichten, in denen Boochani von seiner Flucht über Indonesien nach Australien, von der Lage der Internierten und den Lebensumständen im Lager berichtet. Anlässlich der Preisverleihung sagte Boochani:

„I certainly did not write this book just to win an award. My main aim has always been for the people in Australia and around the world to understand deeply how this system has tortured innocent people on Manus and Nauru in a systematic way for almost six years. I hope this award will bring more attention to our situation, and create change, and end this barbaric policy.“

„Ich schrieb dieses Buch gewiss nicht um einen Preis zu gewinnen. Mein Hauptziel war stets, den Menschen in Australien und der ganzen Welt ein tiefes Verständnis dafür zu vermitteln, wie durch dieses System unschuldige Menschen auf Manus und Nauru seit fast sechs Jahren systematisch gefoltert werden. Ich hoffe, dass der Preis mehr Aufmerksamkeit für unsere Lage erzeugen und einen Wandel bewirken wird, und ein Ende für diese barbarische Politik.“

## Liste der Preisträger

### Hauptpreis
- 2019 Behrouz Boochani: No Friend But the Mountains: Writing from Manus Prison[1]
- 2018 Sarah Krasnostein: The Trauma Cleaner: One Woman's Extraordinary Life in Death, Decay & Disaster[4]
- 2017 Leah Purcell: The Drover's Wife[5]
- 2016 Mary Anne Butler: Broken[6]
- 2015 Alan Atkinson: The Europeans in Australia: Volume Three: Nation[7]
- 2014 Jennifer Maiden: Liquid Nitrogen[8]
- 2012 Bill Gammage: The Biggest Estate on Earth[9]
- 2011 Kim Scott: That Deadman Dance[10]

### Fiction (Belletristik)
- 2019 Elise Valmorbida: The Madonna of the Mountains
- 2018 Melanie Cheng: Australia Day
- 2017 Georgia Blain: Between a Wolf and a Dog
- 2016 Mireille Juchau: The World Without Us
- 2015 Rohan Wilson: To Name Those Lost
- 2014 Alex Miller: Coal Creek
- 2012 Gillian Mears: Foal's Bread
- 2011 Kim Scott: That Deadman Dance

Vor 2011 war der Name des Preises Vance Palmer Prize for Fiction:
- 2010 Peter Temple: Truth
- 2009 Christos Tsiolkas : The Slap
- 2008 Helen Garner : The Spare Room
- 2007 Alexis Wright: Carpentaria
- 2006 Peter Carey: Theft: A Love Story
- 2005 Sonya Hartnett: Surrender
- 2004 Annamarie Jagose: Slow Water
- 2003 Brian Castro: Shanghai Dancing
- 2002 Richard Flanagan: Gould's Book of Fish: A Novel in Twelve Fish
- 2001 Peter Carey: True History of the Kelly Gang
- 2000 Christopher John Koch: Out of Ireland
- 1999 Roger McDonald: Mr Darwin's Shooter
- 1998 Richard Flanagan: The Sound of One Hand Clapping
- 1997 Robert Drewe: The Drowner
- 1996 Amanda Lohrey: Camille's Bread
- 1995 Kate Grenville: Dark Places
- 1994 John A. Scott: What I Have Written
- 1993 Brian Castro: After China
- 1992 Brian Castro: Double-Wolf
- 1991 Finola Moorhead: Still Murder
- 1990 Tom Flood: Oceana Fine
- 1989 Rodney Hall: Captivity Captive
- 1988 Murray Bail: Holden's Performance
- 1987 Janine Burke: Second Sight
- 1986 Peter Carey: Illywhacker
- 1985 David Malouf: Antipodes

### Nonfiction (Sachliteratur)
- 2019 Behrouz Boochani: No Friend But the Mountains: Writing from Manus Prison
- 2018 Sarah Krasnostein: The Trauma Cleaner: One Woman's Extraordinary Life in Death, Decay & Disaster
- 2017 Madeline Gleeson: Offshore: Behind the Wire on Manus
- 2016 Gerald Murnane: Something for the Pain
- 2015 Alan Atkinson: The Europeans in Australia: Volume Three: Nation
- 2014 Henry Reynolds: Forgotten War
- 2012 Bill Gammage: The Biggest Estate on Earth
- 2011 Mark McKenna: An Eye for Eternity: The Life Of Manning Clark

Vor 2011 war der Name des Preises Nettie Palmer Prize for Non-Fiction:
- 2010 Brenda Walker: Reading by Moonlight: How Books Saved a Life
- 2009 Chloe Hooper: The Tall Man: Death and Life on Palm Island
- 2008 Meredith Hooper: The Ferocious Summer: Palmer's Penguins and the Warming of Antarctica
- 2007 Danielle Clode: Voyages to the South Seas: In Search of Terres Australes
- 2006 Helen Ennis: Margaret Michaelis: Love, Loss and Photography
- 2005 Robert Dessaix: Twilight of Love: Travels with Turgenev
- 2004 Graeme Davison: Car Wars: How the Car Won Our Hearts and Conquered Our Cities
- 2003 Barry Hill: Broken Song: T.G.H. Strehlow and Aboriginal Possession
- 2002 Brenda Niall: The Boyds: A Family Biography
- 2001 Anna Haebich: Broken Circles: Fragmenting Indigenous Families 1800-2000
- 2000 Adrian Caesar: The White
- 1999 Peter Robb: M: The Man Who Became Caravaggio
- 1998 Raimond Gaita: Romulus, My Father
- 1997 Peter Robb: Midnight in Sicily
- 1996 nicht vergeben
- 1995 Brenda Niall: Georgiana: A Biography of Georgiana McCrae, Painter, Diarist, Pioneer
- 1994 Jim Davidson: Lyrebird Rising: Louise Hanson-Dyer of Oiseau-Lyre 1884-1962
- 1993 Greg Dening: Mr Bligh's Bad Language
- 1992 David Marr: Patrick White: A Life
- 1991 Dorothy Hewett: Wild Card
- 1990 Roland Griffiths-Marsh: The Sixpenny Soldier
- 1989 Oskar Spate: Paradise Found and Lost

### Poetry (Lyrik)
- 2019 Kate Lilley: Tilt
- 2018 Bella Li: Argosy
- 2017 Maxine Beneba Clarke: Carrying the World
- 2016 Alan Loney: Crankhandle
- 2015 Jill Jones: The Beautiful Anxiety
- 2014 Jennifer Maiden: Liquid Nitrogen
- 2012 John Kinsella: Armour
- 2011 Cate Kennedy: The Taste of River Water

Vor 2011 war der Name des Preises C. J. Dennis Prize for Poetry:
- 2010 Anna Kerdijk Nicholson: Possession (Five Islands Press)
- 2009 Robert Adamson: The Golden Bird
- 2008 Lisa Gorton: Press Release
- 2007 Judy Johnson: Jack
- 2006 John Tranter: Urban Myths: 210 Poems
- 2005 M. T. C. Cronin: <More Or Less Than>1-100
- 2004 Judith Beveridge: Wolf Notes
- 2003 Emma Lew: Anything the Landlord Touches
- 2002 Robert Gray: Afterimages
- 2001 John Mateer: Barefoot Speech
- 2000 John Millett: Iceman
- 1999 Gig Ryan: Pure and Applied
- 1998 Coral Hull: Broken Land
- 1997 Les Murray: Subhuman Redneck Poems
- 1996 Peter Bakowski: In the Human Night
- 1995 Bruce Beaver: Anima and Other Poems
- 1994 Robert Gray: Certain Things
- 1993 Les Murray: Translations from the Natural World
- 1992 Robert Harris: Jane, Interlinear and Other Poems
- 1991 Jennifer Maiden: The Winter Baby
- 1990 Robert Adamson: The Clean Dark
- 1989 Gwen Harwood: Bone Scan
- 1988 Judith Beveridge: The Domesticity of Giraffes
- 1987 Lily Brett: The Auschwitz Poems
- 1986 Rhyll McMaster: Washing the Money
- 1986 John A. Scott: St. Clair
- 1985 Kevin Hart: Your Shadow
- 1985 Rosemary Dobson: The Three Fates

### Drama (Theater)
- 2019 Kendall Feaver: The Almighty Sometimes
- 2018 Michele Lee: Rice
- 2017 Leah Purcell: The Drover's Wife
- 2016 Mary Anne Butler: Broken
- 2015 Angus Cerini: Resplendence
- 2014 Patricia Cornelius: Savages
- 2012 Lally Katz: A Golem Story
- 2011 Patricia Cornelius: Do not go gentle…

Vor 2011 war der Name des Preises Louis Esson Prize for Drama:
- 2010 Tom Holloway: And No More Shall We Part
- 2009 Lally Katz: Goodbye Vaudeville Charlie Mudd
- 2008 Andrew Bovell: When the Rain Stops Falling
- 2007 Jane Bodie: A Single Act
- 2006 Stephen Sewell: Three Furies: Scenes from the Life of Francis Bacon
- 2005 Melissa Reeves: The Spook
- 2004 Stephen Sewell: Myth, Propaganda and Disaster in Nazi Germany and Contemporary America
- 2003 Joanna Murray-Smith: Rapture
- 2002 Andrew Bovell: Holy Day
- 2001 Peta Murray: Salt
- 2000 Hannie Rayson: Life After George
- 1999 Catherine Zimdahl: Clark in Sarajevo
- 1998 Daniel Keene: Every Minute, Every Hour, Every Day
- 1997 Michael Gurr: Jerusalem
- 1996 Joanna Murray-Smith: Honour
- 1995 Barry Dickins: Remembering Ronald Ryan
- 1994 Louis Nowra: The Temple
- 1993 Michael Gurr: Sex Diary of an Infidel
- 1992 Jocelyn Moorhouse: Proof
- 1991 Katherine Thomson: Diving for Pearls
- 1990 Sam Sejavka: The Hive
- 1989 Daniel Keene: Silent Partner
- 1988 Alma De Groen: The Rivers of China
- 1987 Ben Lewin: A Matter of Convenience
- 1986 Janis Balodis: Too Young for Ghosts
- 1985 David Allen: Cheapside

### Young People’s (Jugendbuch)
- 2019 Ambelin Kwaymullina, Ezekiel Kwaymullina: Catching Teller Crow
- 2018 Demet Divaroren: Living on Hope Street
- 2017 Randa Abdel-Fattah: When Michael met Mina
- 2016 Marlee Jane Ward: Welcome to Orphancorp
- 2015 Claire Zorn: The Protected
- 2014 Barry Jonsberg: My Life as an Alphabet
- 2012 John Larkin: The Shadow Girl
- 2011 Cassandra Golds: The Three Loves of Persimmon
- 2010 Kirsty Eagar: Raw Blue
- 2009 Sue Saliba: Something in the World Called Love
- 2008 Brigid Lowry: Tomorrow All Will Be Beautiful
- 2007 Simmone Howell: Notes from the Teenage Underground
- 2006 Ursula Dubosarsky: Theodora's Gift
- 2005 Scott Westerfeld: So Yesterday
- 2004 Margo Lanagan: Black Juice
- 2003 David Metzenthen: Wildlight: A journey
- 2002 Meme McDonald, Boori Monty Pryor: Njunjul the Sun
- 2001 James Moloney: Touch Me
- 2000 Helen Barnes: Killing Aurora
- 1999 Phillip Gwynne: Deadly, Unna?

### Indigenous Writing (Literatur der Aborigines)
- 2021 Archie Roach: Tell Me Why: The Story of My Life and My Music
- 2019 Kim Scott: Taboo
- 2016 Tony Birch: Ghost River

### Unpublished Manuscript (unveröffentlichte Texte)
- 2019 Victoria Hannan: Kokomo
- 2017 Christian White: Decay Theory
- 2016 Melanie Cheng: Australia Day
- 2015 Jane Harper: The Dry
- 2014 Miles Allinson: Fever of Animals
- 2013 Maxine Beneba Clarke: Foreign Soil
- 2012 Graeme Simsion: The Rosie Project
- 2010 Peggy Frew: House of Sticks
- 2009 Amy Espeseth: Sufficient Grace
- 2008 Mandy Maroney: Going Finish
- 2007 Nick Gadd: The Ghost Writer
- 2006 Andrew Hutchinson: Rohypnol
- 2005 Peter Barry: I Hate Martin Amis et al
- 2004 Angela Savage: Thai Died
- 2003 Carrie Tiffany: Everyman's Rules for Scientific Living

### People’s Choice Award (Publikumspreis)
- 2019 Bri Lee: Eggshell Skull
- 2018 Alison Evans: Ida
- 2017 Randa Abdel-Fattah: When Michael met Mina
- 2016 Miles Allinson: Fever of Animals
- 2015 Tim Low: Where Song Began
- 2014 Hannah Kent: Burial Rites
- 2012 Aidan Fennessy: National Interest
- 2011 Anna Krien: Into The Woods: The Battle for Tasmania's Forests